# Meadowbank Stadium
Meadowbank Stadium is een stadion met plaats voor 5.900 toeschouwers in de Schotse plaats Edinburgh. Het was de thuisbasis van de voetbalclubs Meadowbank Thistle (het huidige Livingston FC) en later van Edinburgh City. Voorheen werd het stadion ook gebruikt voor atletiek- en rugbywedstrijden. Verder bestaat dit complex nog uit een basketbalveld en een velodroom.
Op dit moment wordt het stadion verbouwd.